# 绿色瓦韦
绿色瓦韦（学名：Lepisorus virescens）为水龙骨科瓦韦属下的一个种。

## 扩展阅读
- 維基物種上的相關：绿色瓦韦